# Kiril Todorov
Kiril Todorov, noto anche come Kiril Todoroff (in bulgaro Кирил Тодоров?; Brest, 5 maggio 1902 – Roma, 5 agosto 1987), è stato uno scultore bulgaro.

## Biografia
Nacque nel villaggio di Brest, nel comune di Guljanci nel Principato di Bulgaria, il 5 maggio 1902. Completò gli studi primari a Brest, quelli medi a Gigen e quelli superiori a Pleven. In giovane età trascorse molto tempo col nonno scalpellino, che dovette ispirare la sua passione per la scultura culminata con l'iscrizione all'Accademia nazionale delle arti di Sofia e poi nel 1924 con l'iscrizione ai corsi di Ermenegildo Luppi presso l'Accademia di belle arti di Roma, presso cui si diplomò nel 1928. La fama dei suoi lavori gli garantì committenti illustri, tra cui gli attori Ettore Petrolini, Douglas Fairbanks ed Elena Sangro, i compositori Pietro Mascagni e Ottorino Respighi oltre che i poeti Filippo Tommaso Marinetti e Trilussa; il Ministero della pubblica istruzione italiano acquistò inoltre un busto marmoreo intitolato Mia madre. Durante il suo soggiorno romano conobbe e ricevette un ampio supporto da Andrej Nikolov, suo connazionale e collega scultore. 
Nel 1931 presentò due ritratti marmorei dello zar Boris III e della zarina Giovanna, ricevendo un premio di 10000 lev e un invito ufficiale come scultore di corte. Sempre negli anni '30 realizzò un altro busto in gesso della zarina Giovanna (conservato presso il Castello Reale di Racconigi) e un busto del principe Umberto II (donato nel 1987 alla città portoghese di Cascais). Pur rimanendo a Roma, nel 1934 vinse un concorso per la realizzazione di un monumento a Vasil Aprilov a Gabrovo, venendo poi chiamato dal comune di Varna per realizzare un altro monumento ad Aprilov in città. Tornato a Roma, lo zar e la zarina posarono nuovamente per lui per creare due busti marmorei destinati al tribunale di Sofia.
Nel 1943 allestì la sua seconda mostra personale a Roma, presentando un busto del cardinale Angelo Roncalli, già visitatore apostolico in Bulgaria e futuro papa Giovanni XXIII. I suoi lavori ricevettero apprezzamenti da diversi critici d'arte italiani e bulgari tra cui Arturo Lancellotti e Piero Scarpa.
Tornò in patria tra il 1943 e il 1944, realizzando nel 1946 un busto per il maresciallo sovietico Fëdor Ivanovič Tolbuchin, mentre negli anni successivi ha realizzato i busti di: Georgi Dimitrov, Vasil Kolarov, Lenin, Il'ja Grigor'evič Ėrenburg, Dimităr Blagoev, Mao Zedong e Iosif Stalin. Buona parte di questi busti furono acquistati dalla Galleria nazionale di Sofia; di Stalin fece due busti, uno dei quali acquistato dall'ambasciata sovietica a Sofia e l'altro acquistato dal Museo Stalin di Mosca.
Negli anni 1960 si recò in Jugoslavia su invito del Presidente Josip Broz Tito, che visitò nel Natale del 1964, realizzando nel corso dell'anno successivo un suo busto marmoreo. Intorno al 1965 tornò in Italia, vivendo e lavorando a Roma ma viaggiando anche nelle varie capitali europee per realizzare i busti di numerose personalità di spicco tra cui: Charles de Gaulle e Georges Pompidou, Federico Fellini, Sophia Loren e Marina Vlady; de Gaulle in particolare rimase stupito del suo busto marmoreo tanto da ordinare il conferimento di una medaglia d'oro allo scultore.
Todorov morì dimenticato probabilmente il 5 agosto 1987 a Roma.

## Opere

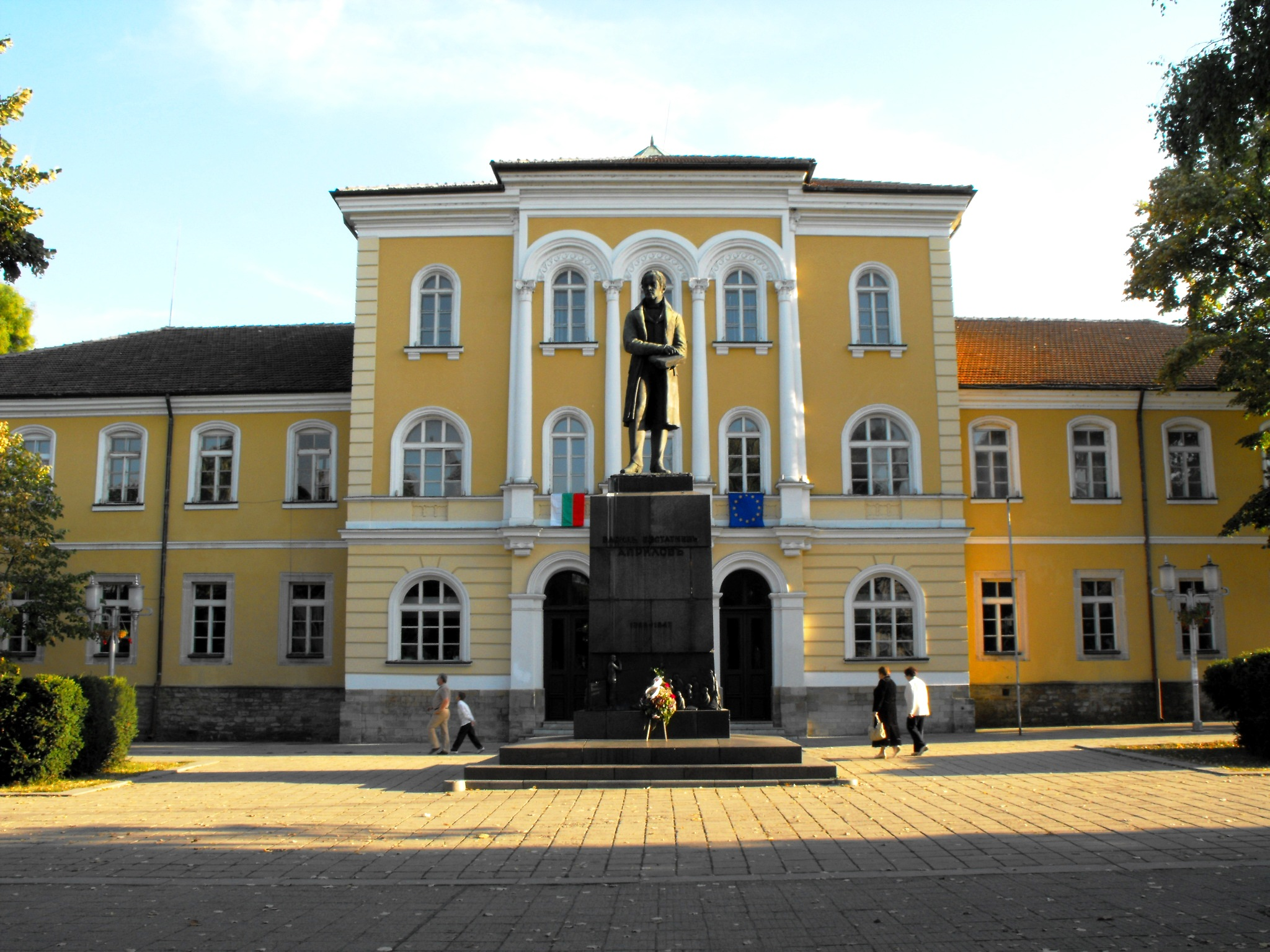
Il monumento a Vasil Aprilov di fronte al liceo Aprilov di Gabrovo.

- Busto di Ettore Petrolini, marmo, Roma, Museo di Roma in Trastevere[5]
- Busto di Giovanna di Savoia, gesso, Racconigi, Castello Reale[4]
- Busto di Ottorino Respighi, marmo, Roma, Galleria d'arte moderna[6]
- Busto di Pietro Mascagni, marmo, Livorno[7]
- Busto di Trilussa, marmo, Roma, Museo di Roma in Trastevere[8]
- Monumento a Stefan Karadža, bronzo, Varna[9]
- Monumento a Vasil Aprilov, bronzo, Gabrovo, Liceo Aprilov
- Monumento a Vasil Aprilov, Varna
- Tomba di Ettore Petrolini, marmo bianco, granito, travertino, bronzo, Roma, cimitero del Verano[10]